# Гагрыпш (остановочный пункт)
Гагры́пш (абх. Гаӷрыпшь, груз. გაგრა-პავილიონი) — остановочный пункт Абхазской железной дороги в курортном городе Гагра на побережье Чёрного моря в Абхазии.

## Краткая характеристика
Расположен на электрифицированном участке Псоу — Сухум Абхазской железной дороги. От остановки отходят однопутные электрифицированные участки на станции Цандрыпш и Гагра.
На Гагрыпше сохранился павильон, построенный в 1950-х годах. Павильону и объектам транспортной инфраструктуры требуется реконструкция и капитальный ремонт. Павильон и платформа закрыты для приёма и отправки пассажиров.

## История
Работы по проектированию участка Черноморской железной дороги от Адлера до Сухума начались в конце XIX века.
В 1923—1940-х годах строительство магистрали было возобновлено. Участок «Закавказской железной дороги имени Л. П. Берии» от Адлера до станции Гагра был завершён строительством в 1941 году. Первый пассажирский поезд из Сочи, прибыл на станцию Гагра 28 июля 1941 года.
В 1942 году было частично открыто движение воинских эшелонов на участке Сухуми — Адлер, а в 1943 году открыта станция Гагры-Пассажирская (Гагрыпш).
В 1956 году участок Закавказской железной дороги от Сухуми до Весёлого был полностью электрифицирован, с напряжением постоянного тока 3 кВ. На линии появились электровозы ВЛ22, ВЛ8 и пассажирские электропоезда. Первый пассажирский электропоезд сообщением Сухуми — Гудаута отправился 22 июля 1956 года.
После введения в строй железнодорожного вокзала в Новой Гагре станция Гагры-Пассажирская потеряла свой статус и была реорганизована в остановочный пункт Гагра. С середины 1970-х годов остановочный пункт носил имя Гагра-Павильон (груз. გაგრა-პავილიონი).
В начале 1990-х годов платформа переименована в Гагрыпш, по названию района в городе Гагре.
С момента грузино-абхазской войны и до лета 2022 года все пассажирские поезда следовали через о. п. Гагрыпш без остановки. К летнему сезону 2022-го был запущен туристический поезд по маршруту Туапсе — Гагра, который совершал остановку на о. п. Гагрыпш. К началу туристического движения поездов платформа была очищена от зарослей и мусора. В планах руководства Абхазской железной дороги — установка лавочек, освещения и благоустройство небольшой близлежащей парковой зоны с декоративными растениями, восстановление лепнины на потолке станции по согласованию с республиканским министерством культуры и установка кровли.

## Статьи и публикации
- Евгений Крутиков. Абхазская железная дорога: мифы и реальность // Фонд поддержки публичной дипломатии имени А. М. Горчакова : альманах. — 2015. — 26 августа. Архивировано из оригинала 5 августа 2017 года.
- Иванов С. В. Из истории Черноморской железной дороги // Юга.ру : интернет-портал Южного региона. — 2004. — 6 мая.

## Внешние медиафайлы
- Поездка Юрия Бородина с компанией из Сочи в Гагру на пригородном поезде, 2016 на YouTube